# Anderson Peters
Anderson Peters (født 21. oktober 1997 i Saint Andrew) er en grenadisk spydkaster. 
Han repræsenterede sit land ved sommer-OL 2024 i Paris i spydkast og vandt bronze.